# Centro Poblado Túpac Amaru

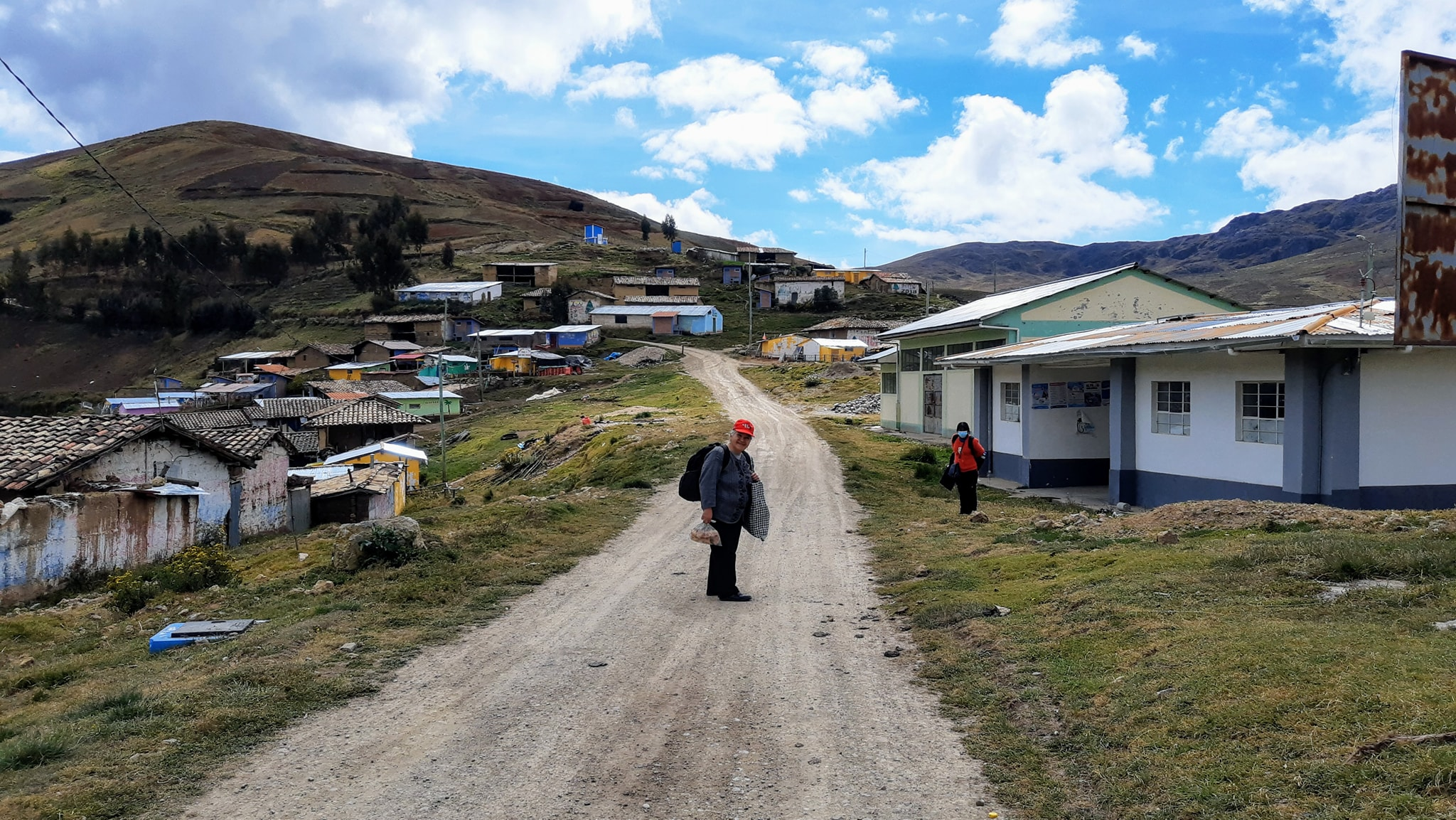
Centro Poblado Túpac Amaru. Al lado derecho se puede apreciar el Puesto de Salud de la Comunidad.

El Centro Poblado Túpac Amaru, pertenece al distrito de Ahuaycha, provincia de Tacayaja, departamento de Huancavelica (Perú). Actualmente (2022) cuenta con 24 familias registradas en la localidad. Este lugar no cuenta con los servicios básicos de agua potable, ni desagüe, ni línea telefónica, ni conexión a internet pero sí cuenta con alumbrado eléctrico.
Durante los meses de febrero y marzo, los pobladores celebran los carnavales, motivo por el cual se organizan para ejecutar diferentes actividades como: la competición de montar a pelo de burros, el jala gallo, danzar al ritmo del Tipaki tipaki, danza tradicional de la zona, acompañada por los instrumentos musicales: cacho (cuerno de vaca), tinya (pequeño tambor) y las mujeres cantoras, también se desarrolla la degustación de cañazo o aguardiente.
En vista de que antiguamente el Centro Poblado de Túpac Amaru se encontraba en un nivel socioeconómico de extrema pobreza, distintas organizaciones no gubernamentales han desarrollado diversos proyectos que han embellecido la comunidad y han mejorado la calidad de vida de los pobladores, por ejemplo: han aprendido a tener viviendas saludables, cuentan con letrinas (silos) bien diseñados, se han instalado lavaderos con agua canalizada, cuentan con pozos sépticos, cuentan con cocinas mejoradas, han aprendido a diseñar y construir sus propios biohuertos, entre otros proyectos. Todos estos proyectos fueron trabajados conjuntamente con el Puesto de Salud "Túpac Amaru".
CLIMA
Se encuentra a 4 042 m s. n. m. en la cima de una montaña, por lo que constantemente hay presencia de vientos fuertes. El clima es frígido y en algunas temporadas llega a -10 °C.
FLORA Y FAUNA
La pobladores del Centro Poblado de Túpac Amaru se dedican a cultivar principalmente papa nativa (de todos los colores), de la cual elaboran el chuño que es muy consumido en la zona, además cultivan la maca, tanto la blanca como la negra, las cuales son exportadas. Es común ver el ichu en la comunidad, planta típica de los andes, y escasa presencia de eucaliptos. En cuanto a la fauna, en la comunidad se crían algunas alpacas y llamas, y principalmente, ganado ovino, así también ganado vacuno y porcino en menor cantidad.
PUNTOS PRINCIPALES

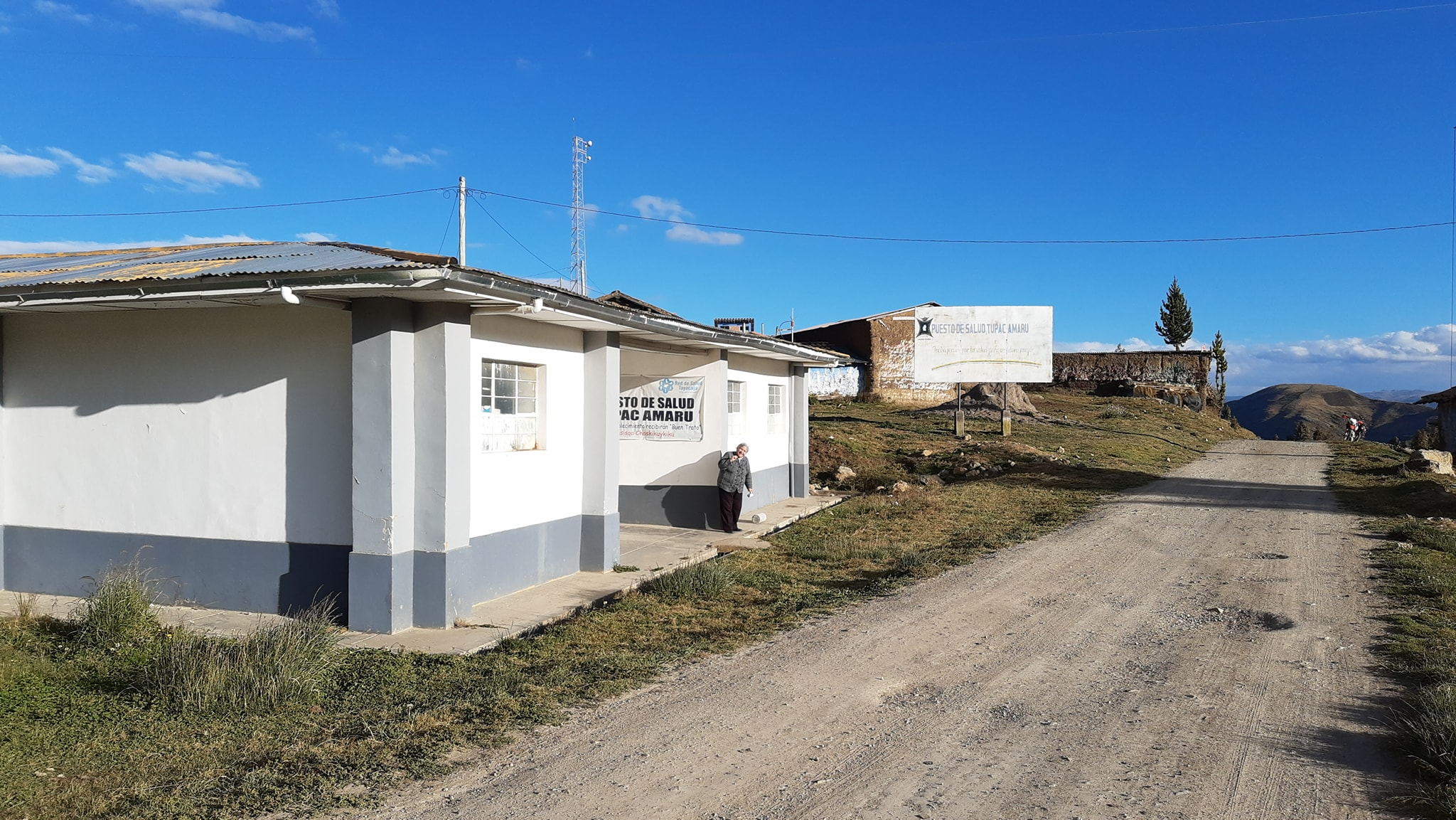
Vía carrozable del Centro Poblado de Túpac Amaru

El Centro Poblado de Túpac Amaru al año 2022 cuenta con:
- Puesto de Salud "Túpac Amaru": el cual cuenta con una sola profesional de enfermería quien realiza atenciones multidisciplinarias. Brinda servicios de salud y atenciones integrales a la comunidad las 24 horas del día.
- Losa deportiva:  recientemente construido para la comunidad. Cuenta con una cancha de fútbol y canastas para básquetbol, todo ello para la recreación y esparcimiento de los comuneros.
- Local comunal: espacio amplio, donde se realizan las reuniones comunales de la localidad.

Antiguamente contaba con una escuela primaria e inicial, sin embargo, éstas fueron cerradas debido a la falta de estudiantes y a la migración de familias por falta de una institución educativa secundaria.
El Centro Poblado de Túpac Amaru no cuenta con un parque o plaza principal.
MEDIOS DE TRANSPORTE
El Centro Poblado de Túpac Amaru cuenta con una vía carrozable pero no cuenta con transporte público. Para desplazarse desde el distrito de Acraquia hacia el Centro Poblado de Túpac Amaru, se hace uso de una trocha, donde se camina de 6 a 7 horas aprox. cuando se sube y de bajada o regreso al distrito de Acraquia entre 4 y 5 horas aprox. También, haciendo uso de la vía carrozable, uno puede trasladarse en motocicleta, pero ello no es recomendable ya que no es una vía asfaltada, hay muchas curvas peligrosas, precipicios y en periodos de lluvia, hay abundancia de barro y huaicos. Por otra parte, también se pueden contratar autos particulares para el traslado desde el distrito de Pampas al Centro Poblado de Túpac Amaru, los costos oscilan entre 100 y 150 soles, el mismo presupuesto hay que destinar para el retorno.
ATRACTIVOS TURÍSTICOS

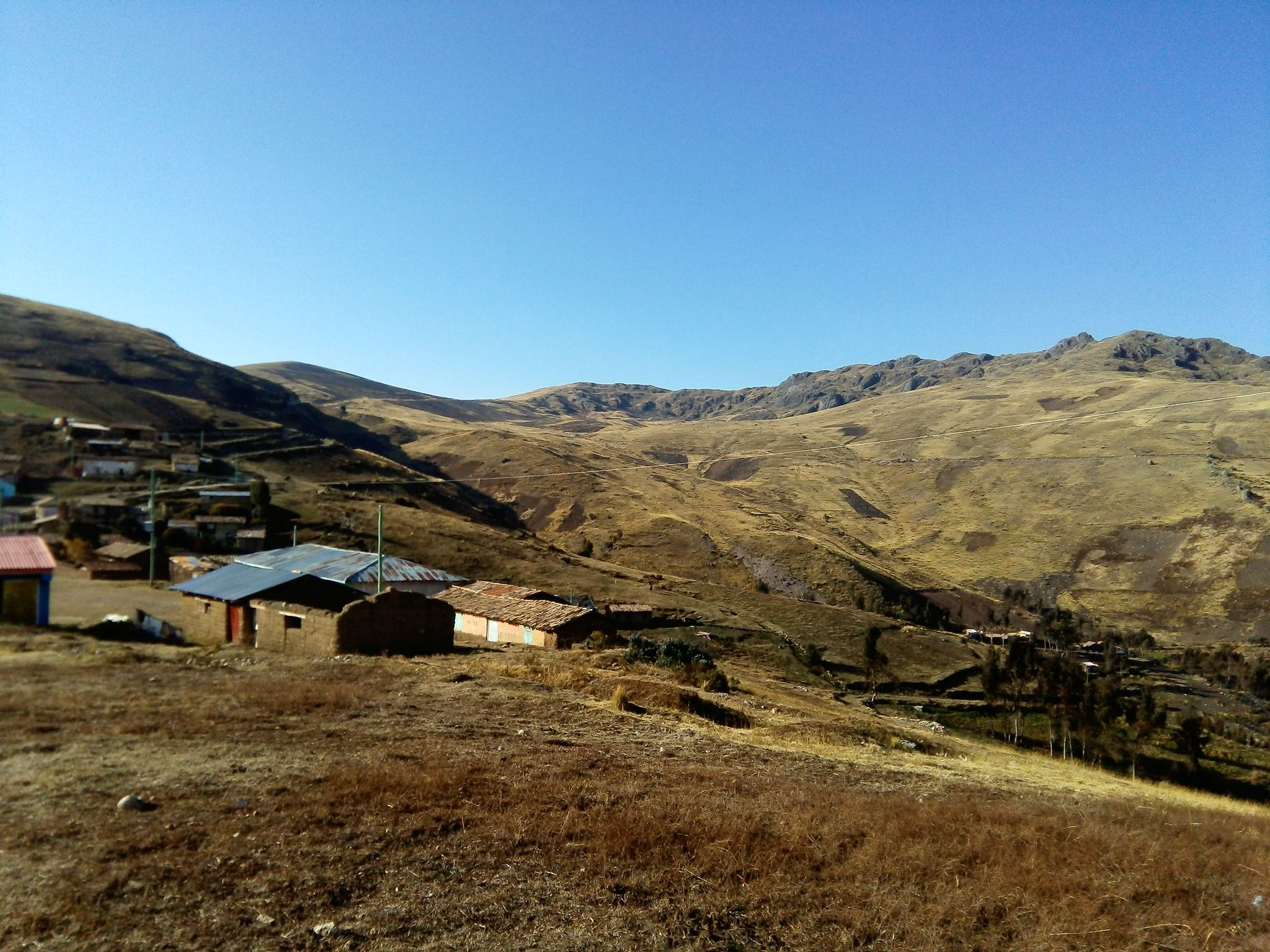
Paisaje del Centro Poblado Túpac Amaru

En los alrededores del Centro Poblado de Túpac Amaru se pueden apreciar impresionantes paisajes, en los que se pueden ver bellos gavilanes sobrevolando en las quebradas formadas por las montañas rocosas. En la misma comunidad no hay presencia de hoteles, tiendas, restaurantes o desarrollo de ferias, por lo que, es propicio llevar todo lo necesario para acampar y hacer senderismo.
- Datos: Q115798569